# 1644 en philosophie
Chronologie de la philosophie
- 1640
- 1641
- 1642
- 1643
- 1644
- 1645
- 1646
- 1647
- 1648

L’année 1644 a été marquée, en philosophie, par les événements suivants :

## Publications
- René Descartes : Les Principes de la philosophie est le titre d'un ouvrage philosophique, dont le titre original en latin est Principia philosophiae. L'objectif poursuivi par Descartes est, selon lui, de « donner des fondements rigoureux à la philosophie ».

- Marie de Gournay : une épigramme, in L'Approbation du Parnasse qui précède Les Chevilles de Me Adam Menuisier de Nevers

## Naissances
- 1er mars : Simon Foucher (décédé le 27 avril 1696 à Paris), abbé et chanoine de Dijon, philosophe français.
- 22 mars : Otto Mencke, mort le 18 janvier 1707, professeur allemand de morale et de politique à la faculté de philosophie de l'université de Leipzig.